# Gigi Becali
George Becali, dit Gigi Becali, (né le 25 juin 1958 à Brăila) est un homme d'affaires et homme politique roumain. Il détient la 25e fortune de Roumanie estimée à trois cents millions de dollars. Selon le reportage télévisé « Capitalisme, notre recette secrète » de 2009, réalisé par Alexandru Solomon et diffusé sur ARTE, il détiendrait en fait plus de 2 milliards et serait le plus riche roumain devant Ion Țiriac. En 2007, il est le deuxième homme politique le plus populaire du pays derrière le président Traian Băsescu.

## Biographie

### Origines
La famille d'origine de George Becali était aroumaine et vivait de pastoralisme en Dobroudja du Sud mais, lorsque cette région fut rendue à la Bulgarie en 1940, ils durent abandonner leurs troupeaux et s'installer comme portefaix à Brăila, où ils se rapprochèrent de la Garde de fer, raison pour laquelle ils furent déportés en 1948 dans la steppe du Bărăgan avant de déménager dans les années 1960 à l'autre extrémité du pays, dans la commune de Săcălaz près de Timișoara, où ils revinrent au pastoralisme. Ses cousins Victor Becali et Ioan Becali sont également actifs dans le milieu du football roumain. 
Marié en 1994, Becali est père de trois filles.

### Carrière professionnelle
Issu d'une famille aisée de bergers (occupation fréquente chez les Aroumains) Becali raconte qu'après la chute du communisme, l'ensemble de sa famille décida de vendre son troupeau et de remettre toutes ses économies, soit 130 000 $ (une somme très importante à l'époque), dans les mains de Becali pour que celui-ci fasse des affaires à l'étranger. Il emprunta aussi de l'argent à son parrain le footballeur Gheorghe Hagi lui aussi aroumain. Ayant réalisé de belles affaires ce n'est cependant pas à l'étranger qu'il fit croître son capital mais en Roumanie. Après la révolution de 1989, Becali acheta des terrains à bâtir dans les alentours de Bucarest et fit fortune en les revendant quelques années plus tard, réalisant des marges de profit extrêmement intéressantes. En particulier, un échange de terrains qu'il conclut avec l'armée roumaine (Becali céda à celle-ci 21,5 hectares à Ștefăneștii de Jos à 15 km de Bucarest contre 20,9 hectare de terrain à Băneasa-Pipera, dans le Nord de la capitale roumaine) fut particulièrement avantageux pour lui lorsqu'il revendit ses terrains au plus fort de la hausse des prix de l'immobilier.

### Dirigeant du FC Steaua Bucarest
Becali est devenu actionnaire du FC Steaua Bucarest, le plus grand club de football du pays, à la fin des années 1990, sous la présidence de Viorel Păunescu, avant de prendre petit à petit le contrôle du club, dont il détenait fin 2003 environ 65 % des actions.
Le président de club de football ne le cède en rien à l'homme politique sur la virulence de ses déclarations, qui ont pris un tour raciste (insulte anti-rom en 2005). Il s'est fait représenter sur un tableau inspiré par la Cène de Léonard de Vinci, où il apparaît sous les traits de Jésus-Christ entouré des onze titulaires du Steaua Bucarest. Face à ces attaques, Becali se défend en disant que le tableau lui a été adressé par un admirateur.
Son implication dans le monde du football roumain a provoqué de nombreux incidents. Durant la saison 2006/2007 Gigi Becali aurait payé les joueurs d'équipes adverses pour s'assurer de la deuxième place du championnat synonyme de qualification en Ligue des champions (on parle de plusieurs centaines de milliers de dollars versés aux joueurs du Dinamo Bucarest, ennemi juré du Steaua et assuré d'être champion, pour battre la CFR Ecomax Cluj qui elle aussi se battait pour la deuxième place).
L'arbitrage est lui aussi souvent soupçonné d'être sujet à la corruption, des enquêtes ont révélé d'étranges liens entre Becali et certains arbitres de foot. Cependant ces dérives ne sont pas caractéristiques uniquement au club Steaua, mais à tous les clubs roumains.
Gigi Becali est au centre de polémiques sur sa façon de diriger le Steaua, l'accusation récurrente est qu'il se conduit en véritable dictateur au sein du club allant même donner son avis sur la composition de l'équipe. En 2006 le manager de l'équipe Mihai Stoica (plus connu sous le nom de Meme) a remis sa démission car les relations avec Becali étaient insupportables. Allant jusqu'à ordonner qui doit figurer sur la feuille de match ou non. Becali s'est mis à dos beaucoup d'entraîneurs dont son propre parrain Gheorghe Hagi qui a démissionné en septembre 2007.
Ses relations avec les supporters du Steaua sont au plus bas. Plusieurs fois hué dans le stade Becali a critiqué les supporters devant les caméras les traitant de « vagabonds ». Mais le plus grave pour les « stelistes » c'est d'avoir vu leur président arborer une écharpe aux couleurs du Dinamo ennemi juré du FC Steaua Bucarest.
En août 2012, Becali refuse d'engager le joueur Florent Sinama-Pongolle pour l'unique motif que ce dernier est noir.

### Carrière politique
Le président de club de football ne le cède en rien à l'homme politique, qui choisit le populisme outrancier pour augmenter sa surface médiatique. Ses déclarations deviennent de plus en plus virulentes, volontiers insultantes et racistes (par exemple anti-gitans en 2005). Il donne aussi dans la mégalomanie et le sectarisme, et s'est fait représenter sur un tableau inspiré par la Cène de Léonard de Vinci, où il apparaît sous les traits de Jésus-Christ entouré des onze titulaires du Steaua Bucarest. Critiqué et brocardé, Becali se défend en disant que le tableau lui a été adressé par un admirateur.
La carrière politique de Gigi Becali débute en janvier 2004 lorsqu'il prend la tête du Parti de la nouvelle génération - Chrétien-démocrate (Partidul Noua Generație - Creștin Democrat), une petite formation crée en 2000 par l'ancien maire de Bucarest Viorel Lis. Il se présente dans la foulée à l'élection présidentielle où il reçoit 1,77 % des votes. Après la campagne, il perdra un procès contre la fille de l'acteur Amza Pellea dont l'image avait été utilisée sans permission dans un de ses spots de campagne.
Lors des élections européennes du 25 novembre 2007 le PNG-CD (dont Becali était tête de liste) obtient 4,86 % des voix. Ce score n'a pas permis au parti d'avoir des députés, le seuil étant de 5 %. Ce résultat fut un échec pour son parti qui était crédité de plus de 10 % des voix quelques mois plus tôt.
Sous la direction de Becali le PNG-CD, centriste au départ, prend une orientation nationaliste et intégriste chrétienne clairement affichée et assumée, Becali lui-même s'était qualifié de successeur de Corneliu Zelea Codreanu, « martyr » et fondateur de la Garde de fer, exécuté par ordre du roi Charles II dans la Roumanie de l'entre-deux-guerres. Son slogan électoral, exemplaire des outrances populistes : « moi, Gigi Becali, jure à tous les Roumains et à Dieu que je ferai briller la Roumanie comme le soleil dans le ciel », est en effet repris du testament de Ion Moța, un des fondateurs de la Garde de Fer.

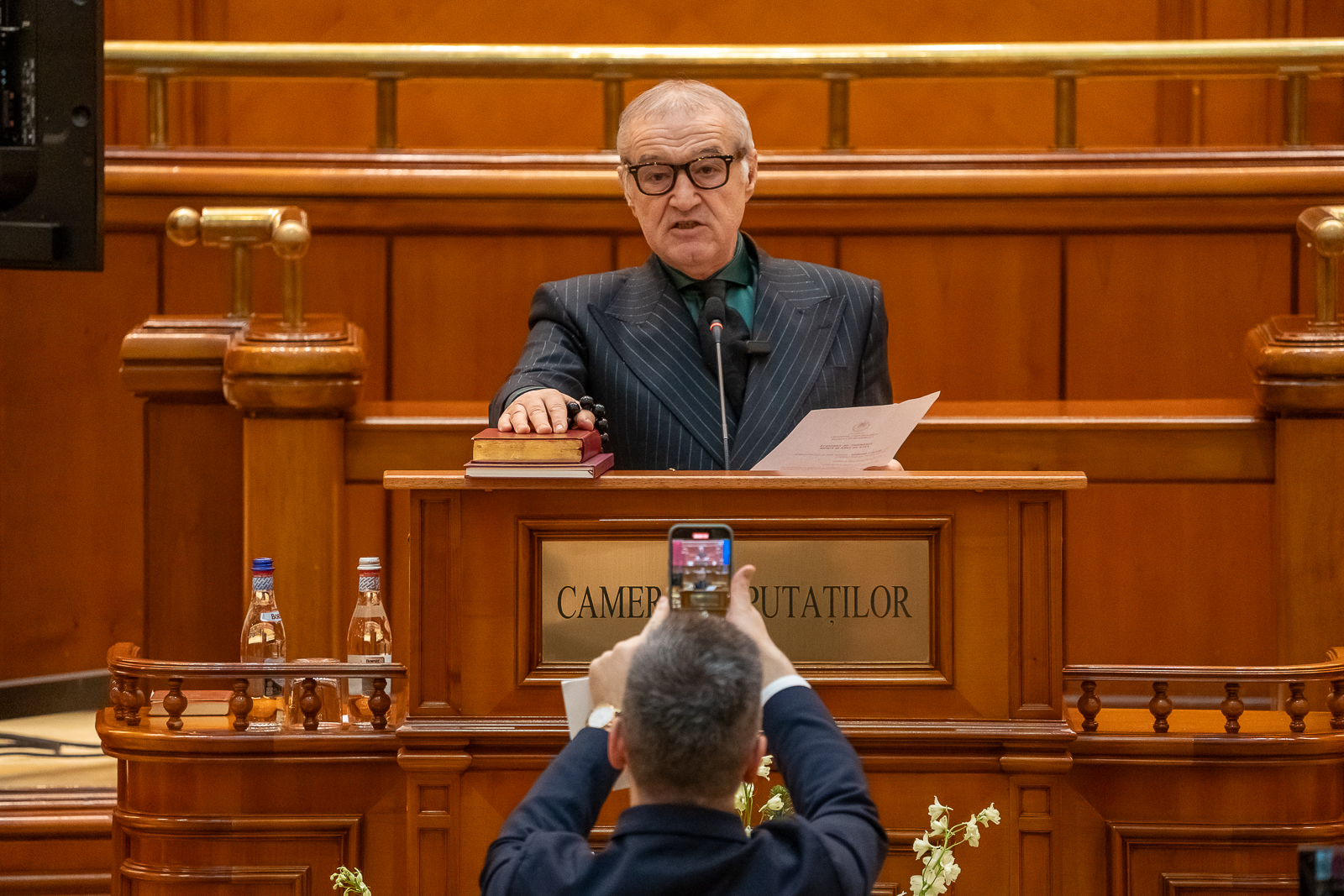
Gigi Becali prête serment à la Chambre des députés, le 21 décembre 2024

Becali et son parti ont clairement fait connaître leur homophobie. Le 26 mai 2006, Becali a signé aux côtés de l'Église orthodoxe roumaine et de 22 associations roumaines d'extrême-droite, dont les néo-fascistes de Noua Dreaptă une lettre ouverte aux autorités appelant à interdire la GayFest 2006 de Bucarest. Sans succès, la manifestation s'étant normalement tenue quelques jours après. L'année suivante, il qualifiera l’événement de « marche de Satan ». Il a fait par ailleurs interdire à l'équipe au FC Steaua qu'il possède, d'entonner l'hymne We Are the Champions, sous prétexte que son auteur, le chanteur de Queen Freddie Mercury, était « un homosexuel, donc un malade mental ».
De nouveau candidat lors de l'élection présidentielle de 2009, il emporte 1,91 % des suffrages exprimés au premier tour. 
Becali a été jugé à plusieurs reprises, sur des plaintes de personnalités telles que Anghel Iordănescu, ancien entraîneur du FC Steaua, le politicien Radu Berceanu ou l'arbitre de division 1 roumaine Cristian Bălaj. Il polémiquait fréquemment avec Corneliu Vadim Tudor, ancien thuriféraire du régime de Ceaușescu passé à l'extrême droite roumaine, parce qu'il le trouvait « trop mou » et a également insulté publiquement le premier ministre Călin Popescu-Tăriceanu. Becali a promis aux Roumains en décembre 2006 une « révolution culturelle » sous la conduite de son parti.

## Religion
Une des principales caractéristiques de Gigi Becali est sa grande foi. Chrétien orthodoxe comme la plupart de ses compatriotes Becali est très croyant et le montre dans ses actions. Dans une interview Gigi a déclaré que sa réussite dans les affaires ne pouvaient provenir que de sa croyance en Dieu. Il est un des principaux donateurs de l'Église orthodoxe roumaine, selon le journal Libertatea Becali aurait déjà donné plus de 50 millions d'euros pour construire des églises, monastères ou pour leur rénovation (une vingtaine construite grâce à ses dons). Un de ses plus gros dons fut pour un monastère roumain du mont Athos en Grèce qui reçut 5 millions $. 
Becali peut être vu de l'occident comme un fanatique religieux, il émet la plupart de ses jugements et opinions en fonction de la religion, il est souvent entouré d'ecclésiastiques et son mobilier fait plus penser à celui d'un pope qu'à celui d'un nouveau riche. Cette attitude lui permet d'être très apprécié parmi le croyants roumains encore très attachés à une orthodoxie traditionnelle et une partie du clergé (l'Église étant l'institution à laquelle plus de 80 % des Roumains ont le plus confiance).

Becali est donc très attaché aux valeurs chrétiennes dont celle de charité et n'hésite pas à soutenir via sa fondation Fundației Creștine G. Becali (fondation Chrétienne G. Becali) de nombreux projets humanitaires. Il dépense des sommes importantes pour les enfants et personnes âgées dans la misère ainsi que dans des aides aux hôpitaux et institutions sociales. Après les inondations de 2005, Becali a fait un don de 4 millions de dollars pour la reconstruction de 200 maisons du village de Vulturul (commune de Vadu Roșca dans le județ de Vrancea), qui avaient été détruites par une crue brutale de la rivière Siret. En son honneur et pour le remercier, les villageois voulurent renommer leur localité Vulturul Becali. Lors d'un gala de l'UNICEF en faveur des enfants handicapés en Roumanie Becali a offert spontanément la somme de 250 000 euros.

## Scandales
En 2003, Becali et ses gardes du corps insultent et molestent le présentateur de l'émission de télévision Fotbal la Maxx, Malonga Parfait. Une journaliste de Realitatea TV est molestée par ses gardes du corps en avril 2006.
En 2005, Becali emploie un langage particulièrement grossier lors d'une interview accordée à la chaîne de télévision Antena 1, insultant le journaliste. En juillet de la même année il insulte dans un restaurant le créateur de l'émission satirique "Cronica Cârcotașilor" Șerban Huidu avant de lui cracher dessus et de lui envoyer un verre de vin à la figure.
En 2008, Becali est condamné par la commission de discipline du football roumain pour ses déclarations agressives par voie de presse contre Iuliu Muresan (président de la CFR) et Adrian Porumboiu (FC Vaslui). Ces trois présidents ont été condamnés à plusieurs milliers d'euros d'amende après s'être insultés de manière virulente dans les différents journaux sportifs roumains et d'avoir mis en cause différents responsables de la ligue. 
Becali est aussi mis en cause après ses déclarations à caractères racistes envers Marius Iancu (président du Poli Timisoara) d'origine tsigane. Becali a déclaré : « Eu am cunoscut tot felul de tigani, dar mai obraznic tigan ca asta nu am vazut în viata mea » (« moi-même j'ai connu toutes sortes de tsiganes, mais un tsigane insolent comme celui-ci je n'en ai jamais vu dans ma vie »)
L'Autorité nationale fiscale roumaine (ANAF) a signifié le 17 octobre 2005 à Becali un arriéré d'impôts à régler de 11 millions de dollars. Becali a porté plainte contre l'ANAF et obtenu gain de cause contre celle-ci.
Il est arrêté par la police pour avoir fait kidnapper et torturer les voleurs de sa limousine, mais est acquitté. 
Becali est mis en accusation par la Direction nationale anticorruption (DNA) pour une affaire de pots-de-vin. Lors de la dernière journée de championnat de football il aurait proposé via des proches une importante somme d'argent à l'équipe U Cluj si celle-ci battait ou faisait match nul contre la CFR Cluj ce qui aurait pu entraîner le FC Steaua à devenir champion de Roumanie (vu qu'un point les séparait de la CFR). Le DNA a arrêté les hommes de Becali en possession de 1,7 million d'euros en liquide. Becali a déclaré que cet argent était pour acheter un terrain dans les environs de Cluj, et quand bien même il était destiné à acheter des bonbons et du chocolat c'était son argent et il en faisait ce qu'il voulait. Dans cette affaire Gigi risque cinq ans de prison.